# Ride Like the Wind
Ride Like the Wind ist ein Lied von Christopher Cross aus dem Jahr 1979, das von ihm geschrieben und produziert wurde. Es erschien auf dem Album Christopher Cross und stieg im Februar bzw. April 1980 in die englischen und amerikanischen Charts ein.

## Geschichte
Dem Inlay des Albums zufolge ist dieses Lied dem ehemaligen Little-Feat-Frontmann Lowell George gewidmet, der 1979 starb. Der Background-Gesang stammt von Michael McDonald. 
Das Stück wurde am 15. Februar 1980 veröffentlicht und berichtet von einem Reiter auf der Flucht nach Mexiko, der zehn Menschen erschossen hat und gehängt werden soll. Der Refrain lautet „And I’ve got such a long way to go to make it to the border of Mexico. So I’ll ride like the wind“.

## Kommerzieller Erfolg

### Chartplatzierungen
| ChartsChartplatzierungen       | Höchstplatzierung | Wochen |
| ------------------------------ | ----------------- | ------ |
| Vereinigte Staaten (Billboard) | 2 (21 Wo.)        | 21     |
| Vereinigtes Königreich (OCC)   | 69 (1 Wo.)        | 1      |

| ChartsJahrescharts (1980)      | Platzierung |
| ------------------------------ | ----------- |
| Vereinigte Staaten (Billboard) | 17          |

### Auszeichnungen für Musikverkäufe
| Land/Region                  | Auszeichnungen für Musikverkäufe (Land/Region, Auszeichnung, Verkäufe) | Verkäufe |
| ---------------------------- | ---------------------------------------------------------------------- | -------- |
| Vereinigtes Königreich (BPI) | Silber                                                                 | 200.000  |
| Insgesamt                    | 1× Silber ·                                                            | 200.000  |

## Coverversionen
| Jahr | Titel Interpretation              | Höchstplatzierung, Gesamtwochen, AuszeichnungChartplatzierungen (Jahr, Titel, Interpretation, Platzierungen, Wochen, Auszeichnungen, Anmerkungen) | Höchstplatzierung, Gesamtwochen, AuszeichnungChartplatzierungen (Jahr, Titel, Interpretation, Platzierungen, Wochen, Auszeichnungen, Anmerkungen) | Höchstplatzierung, Gesamtwochen, AuszeichnungChartplatzierungen (Jahr, Titel, Interpretation, Platzierungen, Wochen, Auszeichnungen, Anmerkungen) | Höchstplatzierung, Gesamtwochen, AuszeichnungChartplatzierungen (Jahr, Titel, Interpretation, Platzierungen, Wochen, Auszeichnungen, Anmerkungen) | Höchstplatzierung, Gesamtwochen, AuszeichnungChartplatzierungen (Jahr, Titel, Interpretation, Platzierungen, Wochen, Auszeichnungen, Anmerkungen) | Anmerkungen   |
| Jahr | Titel Interpretation              | DE | AT | CH | UK | US | Anmerkungen   |
| ---- | --------------------------------- | --- | --- | --- | --- | --- | ------------- |
| 1988 | Ride Like the Wind Saxon          | — | — | — | UK52 (4 Wo.)UK | — |               |
| 1991 | Ride Like the Wind East Side Beat | DE24 (13 Wo.)DE | AT29 (1 Wo.)AT | CH23 (5 Wo.)CH | UK3 (11 Wo.)UK | — |               |
| 1992 | Ride Like the Wind Montana Sextet | — | — | CH39 (1 Wo.)CH | — | — | feat. Nadiyah |
| 2007 | Ride Like the Wind Michael Mind   | DE65 (7 Wo.)DE | — | — | — | — |               |

Weitere Coverversionen
- 1983: Taka Boom
- 1999: Speeed
- 2000: Mina
- 2000: The Tabledancers – I Lost Your Love
- 2001: Masterboy
- 2003: D&M Project
- 2005: Fab pres. The Ride
- 2005: Pit Bailay
- 2008: Audio Fraud
- 2010: The Twang
- 2012: Jørn Lande